# Coelopina anomala
Coelopina anomala är en tvåvingeart som först beskrevs av Cole 1923.  Coelopina anomala ingår i släktet Coelopina och familjen tångflugor. Inga underarter finns listade i Catalogue of Life.